# Sabinián z Troyes
Svatý Sabinián (franc. Savinien de Rilly) byl ve 3. století křesťanský kněz v Galii, svatý mučedník v Troyes.

## Život
Původem byl Řek narozený na ostrově Samos. Byl bratrem svaté Sabiny z Troyes. Oba vyrůstali v pohanské rodině. Jako dospělý odešel do Gálie, kde se seznámil s křesťanstvím a dal se pokřtít svatým Patroklem z Troyes. Po mučednické smrti sv. Patrokla v roce 259 Sabinián nastoupil na jeho místo: učil, kázal a křtil. Za svou víru byl za vlády císaře Aureliána zatčen a umučen. Roku 275 byl ve městě Rilly-Sainte-Syre zabit setnutím hlavy.
Jeho svátek se slaví 29. ledna, nebo 2. března přenesení těla (translace) do Troyes.

## Úcta
Střediskem kultu je kostel St. Savine v Troyes, kde byl Sabinián pohřben. Další kostely mu byly již v raném středověku stavěny ve Francii, například v Poitiers.

## Ikonografie
Sabinián bývá vyobrazen jako poutník s brašnou přes rameno, s poutnickou holí a biblí v ruce, nejčastěji v trojici - ve společnosti své sestry Sabiny a svého učitele Patrokla z Troyes.